# Automatic Baby
Automatic Baby fue un supergrupo formado por la mitad de U2 y R.E.M. El grupo estaba conformado por Michael Stipe (vocales), Mike Mills (guitarra); ambos de R.E.M.; además de Adam Clayton (bajo) y Larry Mullen Jr. (bongos). Su única presentación fue una versión acústica de "One", que tocaron en un concierto de MTV para el presidente Bill Clinton. Los integrantes de ambas bandas ya se conocían desde 1984, y desde entonces se hicieron buenos amigos. El nombre proviene de una combinación de sus álbumes más recientes de esos tiempos Automatic for the People y Achtung Baby.

## Disponibilidad comercial
La única presentación de Automatic Baby ha sido lanzada en al menos cuatro compilaciones comerciales. La primera de éstas fue la segunda edición de la serie de CD Live X de la estación de radio de Atlanta "99x", lanzada en 1995. Al año siguiente la estación de radio alternativa "WHFS" de Maryland lanzó una compilación de presentaciones que incluyó la canción. Después en 1996, una compilación inglesa lanzada por Island Records titulada Childline incluyó la canción. Esa compañía disquera lanzó otro CD a beneficio el año siguiente en los Estados Unidos, titulado Amazing Grace, en donde también apareció la versión de "One" cantada por el cuarteto. Sin embargo, ninguno de estos lanzamientos se encuentra disponible actualmente, al tratarse de ediciones limitadas.
- Datos: Q4826510